# Linda Sembrant
Linda Birgitta Sembrant, född 15 maj 1987 i Uppsala, är en svensk fotbollsspelare. Hon är sedan 2008 landslagsspelare och är från och med hösten 2024 aktiv i FC Bayern München. Sembrant spelar som mittback.

## Biografi

### Bakgrund och juniortid
Linda Sembrant är född och uppvuxen i Uppsala. Vid fyra års ålder ville hon bli stjärna i konståkning, och under 1990-talet ägnade hon sig mycket åt konståkning. Vid den tiden spelade hon även fotboll och landhockey, mindre organiserat.
Det organiserade fotbollsspelandet inleddes efter att hon som 8-9-åring följt med Häckentränaren Peter Gerhardssons dotter Emma till en träning med SK Servia. Hon tränade därefter på juniornivå för SK Servia, och senare (år 2000) skedde en sammanslagning med Upsala IF på grund av för få spelare i Lindas ålderskull i SK Servia.
Samtidigt som Sembrant började spela organiserad juniorfotboll, avslutade hon sin satsning på konståkning. Istället började hon spela innebandy med Storvreta och bandy med Uppsala BoIS.

### Klubbkarriär
2002 debuterade Sembrant på seniornivå, då för Bälinge IF. Efter två säsonger i klubbens B-trupp ("Bälingetrollen") flyttade hon över till A-truppen, där hon som 16-åring 2003 debuterade i Damallsvenskan. I samband med seniorspelandet i Bälinge upphörde Sembrant också med sina sidoidrotter.
Sembrant stannade kvar i Bälinge till och med 2007. 2008 gick Sembrant över till AIK, där hon spelade fram till och 2010.
2011 spelade hon i Kopparbergs/Göteborg FC, medan hon åren 2012–2014 var del av storsatsande Tyresö FF.
2014 fick Sembrant proffskontrakt med franska Montpellier. Hon gick 2015/2016 till fransk cupfinal med klubben, som det året slutade på tredje plats i franska ligan.
I Montpellier verkade hon fram till 2019, då hennes kontrakt med klubben gick ut. Efter vårens säsongsavslutning och strandade förhandlingar mellan klubb och spelare skrev hon på ett ettårskontrakt med italienska Juventus. I klubben har mittbackskollegan i landslaget Petronella Ekroth tidigare varit verksam. I mars 2021 förlängde Sembrant sitt kontrakt med Juventus till säsongen 2021/2022. I maj 2021 råkade Sembrant ut för en knäskada.

### Landslagskarriär
Sembrant spelar sedan 2008 i Sveriges damlandslag. Debuten skedde 12 februari 2008, i den landskamp som Sverige vann med 2–0 mot England. Hon var 2016 en stöttepelare i det svenska landslag som tog sig till OS-final och utsågs senare under året till "Årets back" i Sverige (Fotbollsgalan 2016).
I maj 2019 blev Sembrant uttagen i Sveriges trupp till Världsmästerskapet i fotboll 2019. Under mästerskapet var hon enda svenska utespelare som medverkade under samtliga matchminuter. Hon gjorde dessutom ett mål i matchen mot Thailand.

## Meriter och utmärkelser
Sembrant fick priset som "Årets back" vid Fotbollsgalan 2016  och även vid Fotbollsgalan 2019.